# Hartmeyer Ice Arena
Hartmeyer Ice Arena är en inomhusarena i den amerikanska staden Madison i delstaten Wisconsin. Den har en maximal publikkapacitet på 3 500 åskådare. Den ägs och underhålls av Madison Ice, Inc. Hartmeyer användes primärt som hemmaarena för ishockeylagen University of Wisconsin-Madisons idrottsförening Wisconsin Badgers i National Collegiate Athletic Association (NCAA) mellan 1963 och 1967 och Madison/Wisconsin Capitols i United States Hockey League (USHL) mellan 1984 och 1995.